# نهاية العالم (فلم)
نهاية العالم (بالإنجليزية: End of the world) هو فيلم خيال علمي أمريكي تم عرضه عام 1977، ويدور حول اكتشاف أحد العلماء وجود مجموعة من الكائنات الفضائية متنكرة في شخصية مجموعة راهبات وقسيس، على وشك مغادرة كوكب الأرض وتدميرها من خلال الزلازل وتصل مدة عرضه 86 دقيقة

## شخصيات الفيلم
- كريستوفر لي
- سو ليون
- كيرك سكوت

## فريق العمل
- إخراج: جون هيس
- سيناريو:فرانك راي، بير يللي

## وصلات خارجية
- مقالات تستعمل روابط فنية بلا صلة مع ويكي بيانات
- نهاية العالم متوفر للتحميل المجاني على أرشيف الإنترنت